# Jadzia Dax
Jadzia Dax a Star Trek: Deep Space Nine nevű tudományos-fantasztikus sorozat egyik szereplője. Egyesült trill, a Dax szimbionta nyolcadik gazdateste 2367 és 2374 között. A Csillagflotta kutatótisztje Benjamin Sisko kapitány parancsnoksága alatt a Deep Space Nine állomáson.

## Élete
2341-ben született Jadzia Idaris néven, csillagidő szerint 23634,1-ben a Trilla nevű bolygón. Jadzia mindig is félénk és csendes gyerek volt. A szüleivel és húgával, Ziranne-nal élt a Trillán. Mindig is hajtotta az ambíció míg végül egyesült a Dax szimbiontával. A családjában ő volt az egyetlen, aki egyesült egy szimbiontával. (DS9: "Egyensúly", "Kiválasztott", "Isten szerepben", "Orvtámadás") 
Mielőtt egyesült a szimbiontával, a Csillagflotta Akadémiára járt, majd a diploma megszerzése után egyesülési kérelmet nyújtott be a Szimbiózis Bizottsághoz. Az akadémián lediplomázott asztrofizikából, exoarcheológiából, exobiológiából, és állattanból. (DS9 "Isten szerepben")
Bár keményen dolgozott, először Curzon Dax 2364-ben mégis elutasította a programban való részvételét. A lányt még abban az évben sikeresen újraalkalmazták, így ő lett a legelső a trill történelemben, akit az elutasítás után mégis felvették a programba. Ez a tapasztalat kísértette az elkövetkezendő években, és ez az egyik oka annak, hogy sosem akart visszatérni a Trillre. Sokáig nem értette, hogy annak idején Curzon miért szórta ki a programból.
A szimbionta korábbi gazdateste, Curzon Dax halála után egyesült a Dax szimbiontával 2367-ben. Miután jóváhagyták az egyesülést, hallott Curzon egészségi állapotának romlásáról, így kérte, hogy ő kaphassa meg a Dax szimbiontát Curzon halála után. Később a zhian'tara során megtudta, hogy elutasításának oka valójában személyes volt; Curzon beleszeretett. (DS9 "Tükrök") 
Miután egyesült a szimbiontával saját tudása mellett a Dax szimbionta előző gazdatesteinek képzését és tapasztalatait is sajátjának tekinthette. Az egykor félénk, szorgalmas és elkötelezett Jadziából egy élénk, magabiztos és életvidám lány lett.
Az egyesülés után Jadzia felvette a korábbi gazdatestek néhány szokását, mint például a háta mögött összekulcsolja a kezét, megkedvelte a Klingon kultúrát és harcművészet és a ferengi Tongó játékot.
Zászlósként és hadnagyként is sok kiemelkedő tisztet ismert. Ismerte Keogh kapitányt, de nem jöttek ki túl jól egymással. Jó barátja volt Shelby kapitánynak, aki tartozott neki egy szívességgel, amit Jadzia be is váltott. (A Jem'Hadar)

## A Deep Space Nine fedélzetén
Dax a Deep Space Nine kutatótisztje.
2369-ben jelölték a huszonnyolc éves hadnagyot az űrállomás kutatótiszti posztjára. Az állomás parancsnoka, Benjamin Sisko, még Curzon Dax legjobb barátja volt, de Curzon halála után Sisko Jadziát tekinti legjobb barátjának. Röviddel az állomásra érkezése után Sisko parancsnokkal felfedezték a galaxis egy távoli pontjába a Gamma kvadránsba vezető, első stabil féregjáratot. Ezzel új korszakot hozva  a Föderációra. (DS9 "A kiválasztott")
Ugyan ebben az évben Jadzia bíróság elé állt egy állítólag Curzon által elkövetett bűncselekmény miatt a Klaestron polgárháború ideje alatt. Bár végül törölték a vádakat Jadzia hajlandó lett volna elfogadni a halálbüntetést, hogy beváltsa a Curzon által, a tábornok feleségének tett ígéretét. (DS9 "Dax")
2370-ben rövid időre foglyul ejtették, majd eltávolították belőle a szimbiontát, egy nem egyesült trill, Verad számára. Verad rövid időre egyesült a szimbiontával, így Verad Dax lett belőle. Miután letartóztatták Jadzia újra egyesült Dax-szal. A szimbiontában immáron ott voltak Verad emlékei érzései  is (DS9 "Orvtámadás")
Egy a Gamma kvadránsban lévő bolygóra történő leszállás után, Dax és Odo megpróbáltak megoldani egy ottani rejtélyt. A faluban lakó emberek nyomtalanul kezdtek eltűnni. Felfedezték, hogy a falu valójában egy hologram, a lakóival együtt, kivéve Rugarin, aki létrehozta a falut, miután az igazit elpusztította a Jem’hadar. (DS9 "Árnyjáték").
2371 végén előléptették parancsnokhelyettessé. (DS9 "A harcos útja")
2374-ben összeházasodott Worffal, Mogh fiával, így Martok házának tagjává vált.
Gul Dukat ölte meg egy pah-démon irányítása alatt 2374-ben. A Dax szimbionta túlélte, és Ezri Tiganbe került. Jadzia Idaris testét visszavitték a Trill bolygóra és eltemették a Manev temetőben. (DS9 "A próféták könnyei"), (DS9 regény: "Trill: Unjoined")

### A Domínium-háború
Jadzia kezdettől fogva fontos résztvevője volt a háborúnak.